# Return to Castle Wolfenstein
Return to Castle Wolfenstein (с англ. — «Возвращение в замок Вольфенштайн») — компьютерная игра из серии Wolfenstein в жанре шутера от первого лица, разработанная студией Gray Matter Interactive и изданная компанией Activision в 2001 году в версии для Windows, а в дальнейшем также для Linux, Mac OS X, Xbox и PlayStation 2. Многопользовательский режим игры разработан студией Nerve Software. Id Software, как владелец бренда, выполняла руководство разработкой игры. В 2010 году исходный код игры был опубликован под лицензией GPL.

## Сюжет
Протагонист игры и её главный персонаж, за которого играет пользователь — Агент-2 из организации Office of Secret Actions (OSA), по имени Уильям «Би-Джей» Бласковиц, который также был главным героем Wolfenstein 3D. 17 марта 1943 года Бласковиц был схвачен и вместе с Агентом-1 по имени Фрэнк Уэбли отправлен в тюрьму в замке Вольфенштайн. Уэбли умирает под пытками электричеством. Сумев сбежать и перебив основную массу охраны замка, Бласковиц покидает его на фуникулёре и проникает в ближайшую деревню, где встречается с бойцом группы Сопротивления «Круг Крайзау» Кесслером. Раненый в перестрелке, Кесслер не может последовать за героем, однако даёт ему задание — добыть дневник профессора Земфа, проводящего под руководством офицера Паранормальной дивизии СС Хельги фон Булоу раскопки в старом склепе древней церкви, которую местные считают проклятой. Бласковиц через потайной выход покидает дом Кесслера и направляется в сторону деревенского кладбища. Подслушивая переговоры нацистов, он узнает о неких ужасных существах, что населяют склеп.
Добравшись до места и войдя в находящиеся под кладбищем подземелья, герой обнаруживает нежить, убивающую всех, потревоживших её покой. Однако Бласковиц не только находит дневник, но и пробирается в осквернённую церковь, где Земф и Хельга проводят опыты над трупом «Тёмного рыцаря». Разъярённая Хельга посылает в бой элитных охранниц СС. Перебив охрану, Бласковиц настигает Хельгу — в тот момент, когда она пробуждает чудовище по имени Оларик. Сама Хельга при этом погибает, разорванная на куски. Выигравшего неравный бой с монстром агента подбирает самолёт.
Спустя сорок восемь часов Бласковиц отправляется на новое задание. Теперь у него приказ — помешать оберфюреру СС Вильгельму Штрассе по прозвищу «Тотенкопф» («Череп» или «Мёртвая Голова») запустить на Лондон новосозданную баллистическую ракету «Фау-2» с экспериментальной биологической боеголовкой с ракетной базы в Прибалтике. Скрытно пробравшись сквозь нашпигованный системами тревоги лес и спрятавшись в грузовике снабжения, он проникает на скрытую в бункере ракетную базу и выводит из строя ракету. При отходе Билл уничтожает крупный радар, перебивает охрану секретной авиабазы и благополучно возвращается на занятую союзниками Мальту, угнав экспериментальный реактивный самолёт «Кобра», развивающий скорость до 500 узлов (926 км/ч).
Следующая миссия героя проходит в немецком городке Кугельштадт, в котором, по слухам, разрабатывается какое-то сверхскорострельное смертельное оружие. Кугельштадт подвергается бомбардировке союзной авиации, а вскоре Бласковиц и отряд Сопротивления на трофейном танке, прикрывая друг друга, прорываются к фабрике. По пути они помогают отряду из «Круга Крайзау» спасти дезертировавшего с фабрики учёного. Танк пробивает дверь, и агент проникает на практически разрушенную фабрику, где обнаруживает документацию к многоствольному пулемёту «Злоба». Затем Бласковиц проникает в комплекс секретного оружия, где находит работающий образец пулемёта и боеприпасы к нему, знакомится с созданными Штрассе механоидами Прыгунами и в конце видит, как Тотенкопф уплывает на подлодке. Куда именно — агент узнаёт, пригрозив оружием пленному немецкому офицеру.
Спасённый учёный рассказывает о проекте с названием «Übersoldat» («Супер-Солдат»), который Тотенкопф ведёт в своих Х-лабораториях. Бласковиц высаживается в Норвегии, и с боем прокладывает путь к логову Вильгельма Штрассе. Последний, узнав о вторжении, приказывает подчинённым разобраться с агентом. Для этого учёные выпускают на свободу все «образцы» — Прыгунов и Прото-солдат, и те устраивают на базе апокалиптический погром. Несмотря на это, агент проходит на нижний уровень и уносит с собой проектный журнал. Продвигаясь дальше, Бласковиц попадает в ловушку к Тотенкопфу, который «вежливо» знакомит его с прототипом проекта «Супер-Солдат» — огромным киборгом в мощнейшей броне. Когда Бласковиц побеждает машину смерти, вооружённую, помимо тяжёлых снарядов, фантастическим электронным излучателем, злодей скрывается на самолёте «Кобра».
Из захваченных Бласковицем документов выясняется, что все прошлые миссии агента были связаны с операцией Паранормальной дивизии СС под кодовым названием «Возрождение». Цель операции — воскресить Генриха I, легендарного короля-чародея Саксонии. Для этого была приглашена медиум СС и верховная жрица Рейха Марианна Блавацкая. Несмотря на скептицизм генералов союзников, OSA решает помешать фашистам осуществить этот план. 
Бласковиц десантируется на дамбе Брамбург, и оттуда проникает в посёлок Падерборн, находящийся недалеко от замка Вольфенштайн. В деревне, по данным разведки, собралась верхушка Паранормальной дивизии СС. Там Билл убивает всех старших офицеров дивизии, однако не успевает предотвратить ритуал посвящения Супер-Солдат в Тёмные Рыцари. Агент успевает лишь сразиться с двумя оставшимися для охраны входа в замок Супер-Солдатами.
Проход к месту главного ритуала закрыт. Агенту, не имеющему никаких данных о том, что ждёт его впереди, приходится двигаться через подземные склепы замка Вольфенштайн, полные нежити, а также полуразрушенные помещения замка. 
Тем временем, в руинах неподалёку от замка Блавацкая проводит тёмный ритуал. Она приносит Супер-Солдат в жертву. После этого биомеханические создания становятся Тёмными Рыцарями. А какое-то время спустя из вскрывшейся могилы восстаёт пробудившийся Генрих. «В благодарность» за своё воскрешение Генрих превращает Блавацкую в колдунью-зомби. Именно в это время у места проведения ритуала появляется агент Бласковиц. 
Начинается финальный бой. Преимущество оружия XX века над магией X века очевидно. После продолжительной схватки Генрих, испустив дикий вой, окончательно отправляется на тот свет вместе с зомби, магическими силами замка Вольфенштайн и планами Генриха Гиммлера по завоеванию мира. Разозлённый провалом Гиммлер улетает в Берлин на встречу с фюрером.
После битвы руководство OSA закрывает дело об операции «Возрождение». Бласковиц же вместо положенной ему медали и заслуженного отпуска продолжает воевать на передовой. Но на сей раз — обычным оружием и против обычных немецких войск.

## Выпуск
В 2002 году игра была портирована на Linux силами самой id Software и macOS силами Aspyr Media.
В 2003 году вышли консольные порты для PlayStation 2 и Xbox, получившие собственные подзаголовки — Operation Resurrection и Tides of War соответственно. Обе консольные версии включали в себя дополнительную миссию, хронологически предшествующую основному сюжету оригинальной игры. Сюжет миссии разворачивается в Египте и связан с раскопками нацистами древних гробниц.
В версии для PS2 была также возможность покупать предметы в конце каждого уровня за счёт найденных на уровне сокровищ. В версии для Xbox существовала возможность разблокировать секретные уровни после нахождения всех секретов на основных уровнях. Эксклюзивной возможностью версии для Xbox была возможность кооперативного прохождения (в том числе по сети через XBox Live) — второй игрок управлял Агентом-1, благодаря чему сюжет допускал, что этот персонаж не гибнет в начале игры. Также для Xbox-версии было доступно несколько загружаемых дополнений.

## Экранизация
В 2002 году появилась информация о съёмках фильма «Возвращение в замок Вольфенштейн», режиссёром которого должен был стать Роб Коэн («Три икса»). 3 августа 2007 года компания GameSpot объявила, что съёмками фильма займётся та же команда, что участвовала в съёмках картины «Сайлент Хилл». В качестве режиссёра и сценариста планировался Роджер Эвери («Криминальное чтиво»), продюсером должен был стать Сэмюэл Хадида. Однако в январе 2008 года Эвери был арестован по обвинению в непредумышленном убийстве и управлении транспортным средством в состоянии алкогольного опьянения, повлёкшем за собой гибель Андреаса Зайни — пассажира автомобиля, которым управлял Эвери. С тех пор никаких новостей об участии Эвери в проекте не поступало.

## Отзывы
| Сводный рейтинг       | Сводный рейтинг | Сводный рейтинг | Сводный рейтинг |
| Издание               | Оценка          | Оценка          | Оценка          |
| Издание               | PC              | PS2             | Xbox            |
| --------------------- | --------------- | --------------- | --------------- |
| GameRankings          | 86,75 %         | 69,81 %         | 84,78 %         |
| Metacritic            | 88/100          | 66/100          | 84/100          |
| MobyRank              | 85 %            | 67 %            | 79 %            |
| Иноязычные издания    |                 |                 |                 |
| Издание               | Оценка          | Оценка          | Оценка          |
| Издание               | PC              | PS2             | Xbox            |
| CGW                   | [ 24 ]          | N/A             | N/A             |
| EGM                   | N/A             | N/A             | 8,5/10          |
| Eurogamer             | 8/10            | 5/10            | 8/10            |
| G4                    | [ 29 ]          | N/A             | [ 30 ]          |
| GamePro               | [ 31 ]          | [ 32 ]          | [ 33 ]          |
| GameRevolution        | B               | C-              | B               |
| GameSpot              | 9,2/10          | 4,9/10          | 8,2/10          |
| GameSpy               | 83/100          | 65/100          | 79/100          |
| GamesRadar+           | N/A             | N/A             | 3/5             |
| GameZone              | 9,5/10          | 7,4/10          | 9,2/10          |
| IGN                   | 9/10            | 7,6/10          | 9,3/10          |
| Jeuxvideo.com         | 17/20           | N/A             | N/A             |
| TeamXbox              | N/A             | N/A             | 4,7/5           |
| Русскоязычные издания |                 |                 |                 |
| Издание               | Оценка          | Оценка          | Оценка          |
| Издание               | PC              | PS2             | Xbox            |
| 3DNews                | без оценки      | N/A             | N/A             |
| Absolute Games        | 85 %            | N/A             | N/A             |
| PlayGround.ru         | без оценки      | N/A             | N/A             |
| «Игромания»           | 8,5/10          | N/A             | N/A             |
| «НИМ»                 | 8,2/10          | N/A             | N/A             |

Игра заняла третье место в номинации «Лучший 3D Action» (2001) журнала «Игромания». В 2008 году журнал «Мир фантастики» включил Return to Castle Wolfenstein в список 100 лучших фантастических игр, раздел «Шутеры с видом от первого лица». Подчёркивалось, что «ремейк одного из самых первых шутеров в истории вышел весьма атмосферной игрой, в которой можно было и поохотиться на нежить, и пострелять нацистов».